# Гаврилюк, Михаил Виталиевич
Михаи́л Вита́лиевич Гаврилю́к (укр. Миха́йло Віта́лійович Гаврилю́к; род. 15 августа 1979, Яровка, Черновицкая область) — украинский активист Евромайдана, казак Четвёртой сотни «Самообороны Майдана», известный по скандальному любительскому видео спецподразделения «Ягуар». Депутат Верховной Рады Украины VIII созыва от партии «Народный фронт».

## Биография
С 10 лет учился в школе-интернате, после окончания которой служил в армии. После демобилизации вернулся в родное село, где занимался фермерством.

### Евромайдан
Гаврилюк прибыл на Евромайдан после избиения студентов 30 ноября 2013 года.
22 января 2014 года на улице Грушевского в Киеве бойцы спецотделения внутренних войск на морозе раздели Михаила Гаврилюка донага и заставив позировать его с гуцульским топориком, осуществляли видео и фотосъёмку и пинали его. После этого раздетого Гаврилюка со следами от побоев погрузили в милицейский микроавтобус.
Министр МВД Виталий Захарченко по поводу издевательств над Михаилом Гаврилюком ограничился извинениями, а уполномоченный по правам человека Валерия Лутковская «объяснила „Беркуту“, почему этого делать нельзя».
По факту издевательств над Михаилом Гаврилюком прокуратура Киева открыла уголовное производство по статье 365 уголовного кодекса Украины (превышение власти или служебных полномочий). Хотя на шлеме одного из силовиков был номер части 228, бывший глава киевской милиции Виталий Ярема узнал на видео нескольких силовиков, которые, по его словам, служат в подразделении № 3027 «Омега», расквартированном в Новых Петровцах (рядом с Межигорьем).
В мае 2014 года Печерский районный суд Киева вынес приговор милиционерам, издевавшимся над Гаврилюком. Благодаря тому, что обвиняемые полностью и безоговорочно признали свою вину, а Гаврилюк простил своих обидчиков и не настаивал на назначении им сурового наказания, один из подсудимых был осужден к трём годам лишения свободы с испытательным сроком на один год, другой — к двум годам ограничения свободы с аналогичным испытательным сроком. В дальнейшем, не препятствовавший издевательствам начальник спортивной команды внутренних войск МВД Украины полковник Алексей Поляков был осужден к 2,2 годам лишения свободы с испытательным сроком на один год, а ещё один подполковник внутренних войск был освобождён от ответственности в связи с изменением обстановки. По состоянию на ноябрь 2015 года по делу осуждено 6 человек, продолжается суд над командиром взвода харьковского «Беркута», который снимал издевательства на телефон.

### После Евромайдана
Во время войны на востоке Украины занимался доставкой гуманитарных грузов в Донецкую область. 10 июля 2014 года появилась информация, что он попал в плен к ополченцам, которая впоследствии не подтвердилась. В это же время объявил о создании Козацкого батальона добровольцев Национальной гвардии, а позже вступил в батальон патрульной службы милиции особого назначения «Золотые ворота».
В августе 2014 года в сети появилась социальная реклама — видео «Украина. Закалённая болью» с кадрами, где Гаврилюк «вышивает» иглой на своём теле национальный украинский орнамент рубахи-вышиванки.
1 ноября 2018 года были введены российские санкции против 322 граждан Украины, включая Михаила Гаврилюка.

## Имущество и доходы
В апреле 2018 года журналист Василь Крутчак опубликовал информацию, что Михаил Гаврилюк на протяжении двух лет использует для поездок автомобиль Mercedes-Benz ML с номерными знаками КВ0404 зелёного цвета, которые предназначаются для использования в зоне силовой операции в Донбассе. Гаврилюк заявил, что автомобиль числится на балансе батальона добровольцев Нацгвардии: «У нас есть специальная волонтерская машина, которой мы собираем провизию в „газельки“ и везем в зону АТО. Сегодня-завтра-послезавтра она нужна не будет. Я ей пользуюсь, когда она никому не нужна. Она числится на батальоне, в котором я ранее служил. На мне она не числится. Если я на ней два-три раза прокатился, ничего страшного нет». В то же время, по сообщению Национальной полиции, автомобиль с такими номерами нельзя использовать на дорогах общего пользования: «Такой транспорт был временно ввезён на территорию Украины, для использования в зоне АТО, в связи с чем он не подлежит государственной или ведомственной регистрации и как следствие не может эксплуатироваться на улично-дорожной сети общего пользования».

## Личная жизнь
По словам односельчан, Гаврилюк в родном селе не живёт уже давно; у него «на первом месте революция». В Яровке осталась вторая гражданская жена Марина Шевченко, которая воспитывает его сына.
22 мая 2016 года женился на уроженке Коломыи Ирине Ивановне Хемий, с которой познакомился во время Евромайдана. В разных источниках также зачастую указывается, что супругу зовут Ярина, что является одной из форм имени Ирина. В 2017 году стало известно, что у молодожёнов родилась дочь Злата.